# Flook
Flook is een Britse stripreeks, van sir Compton McKenzie (scenario) en Douglas Mount (tekeningen). Oorspronkelijk ging het om een sprookjesachtige strip voor de jeugd rond het jongetje Rufus en de beer Flook. De strip verscheen vanaf 1949 in de krant Daily Mail onder de titel Rufus. Naarmate het personage van de beer belangrijker werd, veranderde de titel in Rufus and Flook om te eindigen als Flook. Vanaf 1958 stond George Nelly in voor de realisatie van deze strip. De toon veranderde naar een scherpe politieke satire. Verschillende andere auteurs werkten aan deze langlopende reeks: Barry Norman, Humphrey Lytlleton, Barry Took en de Canadees Trog (pseudoniem van Wally Fawkes). Deze laatste maakte in 1984 de overstap met Flook van de Daily Mail naar de Daily Mirror.

## Inhoud
Flook is een beer die met zijn magische snuit het jongetje Rufus mee kan nemen naar een fantastische droomwereld. Onder George Nelly verschijnen verschillende nevenpersonages, zoals oom Victorian, sir Gloggy Bile en zijn zuster Ermine.